# خیابان ۱۵ خرداد
خیابان ۱۵ خرداد (نام‌های پیشین: خیابان بوذَرجُمِهری، خیابان جباخانه، خیابان تخته‌پل) یکی از قدیمی‌ترین خیابان‌های شهر تهران است که در منطقه ۱۲ شهرداری تهران واقع شده است. در ضلع جنوبی این خیابان بازار تهران قرار دارد.
تقاطع این خیابان با خیابان خیام (تهران)، چهارراه گلوبندک نام دارد و ایستگاه متروی پانزده خرداد در این تقاطع قرار گرفته است.
این خیابان در دوره پهلوی به پاس خدمات کریم بوذرجمهری به نام وی، نام‌گذاری شده بود.

## نگارخانه

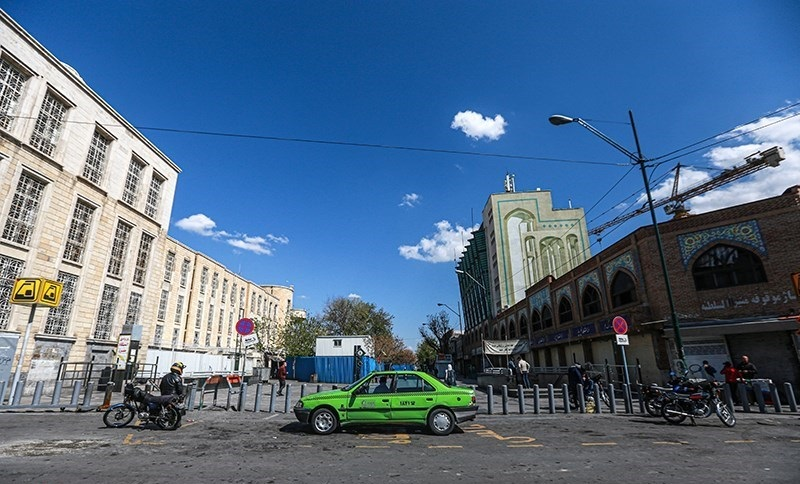
ابتدای خیابان ۱۵ خرداد از چهارراه گلوبندک
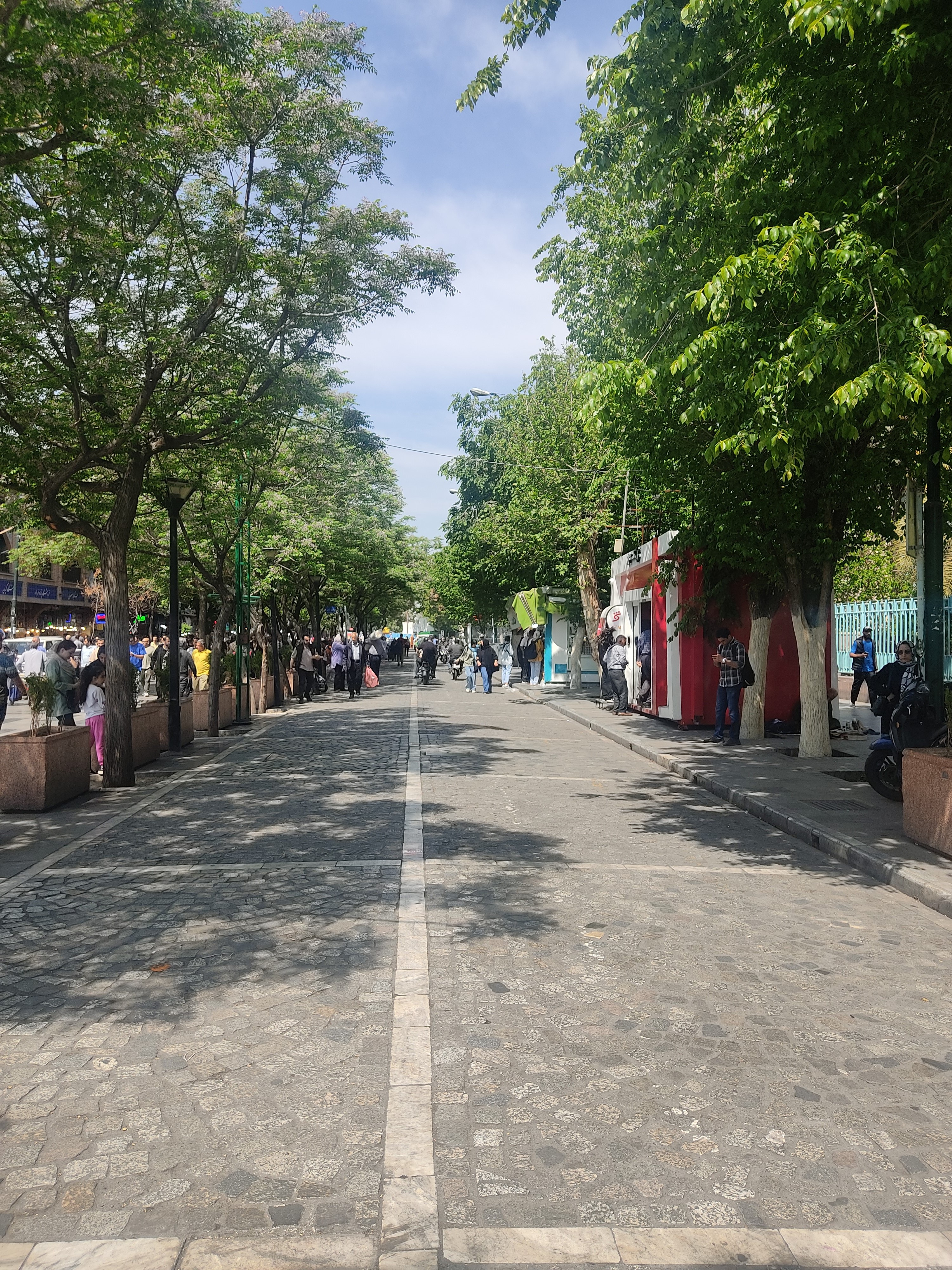
۱۴۰۳
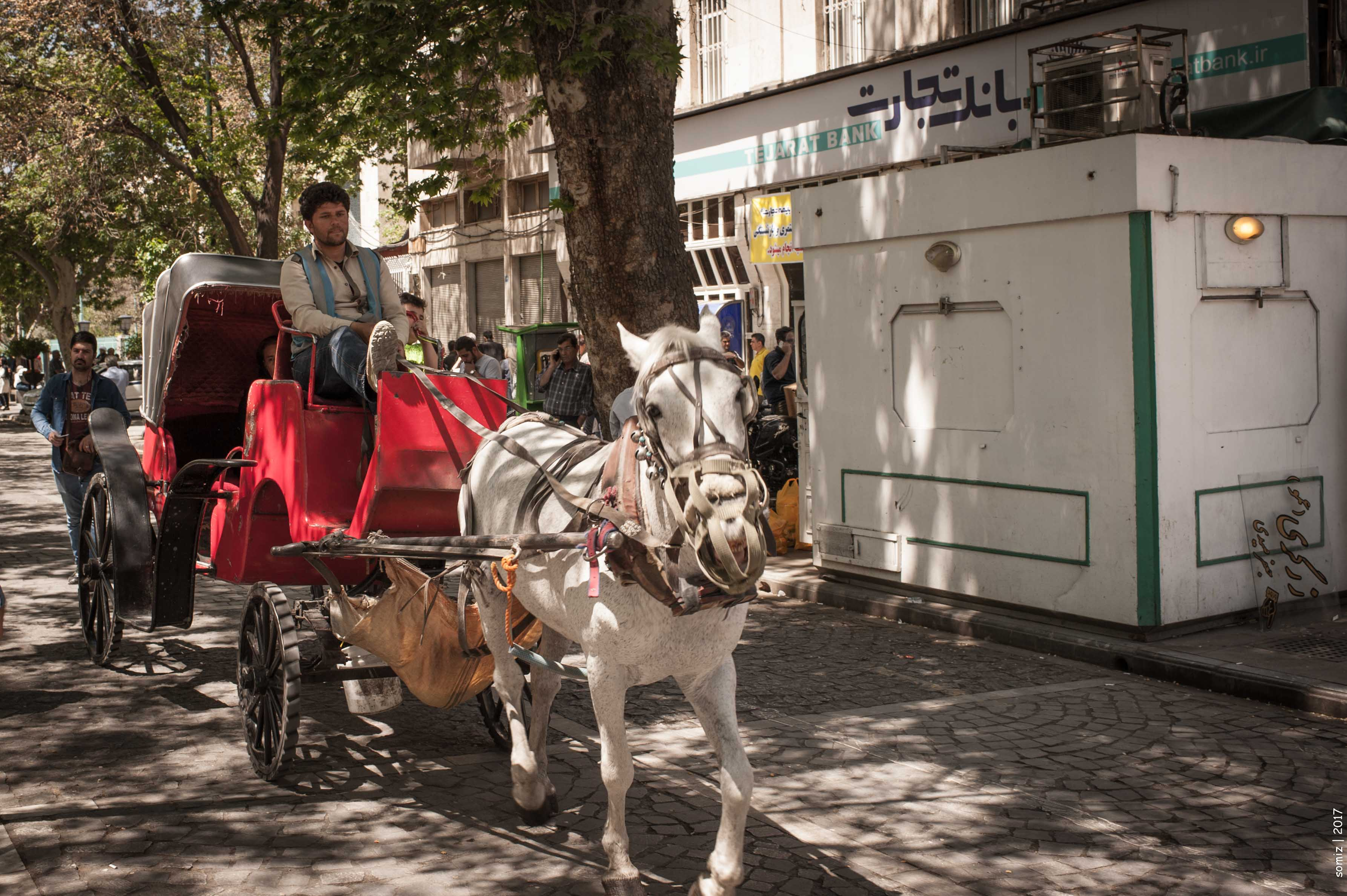
۱۳۹۶
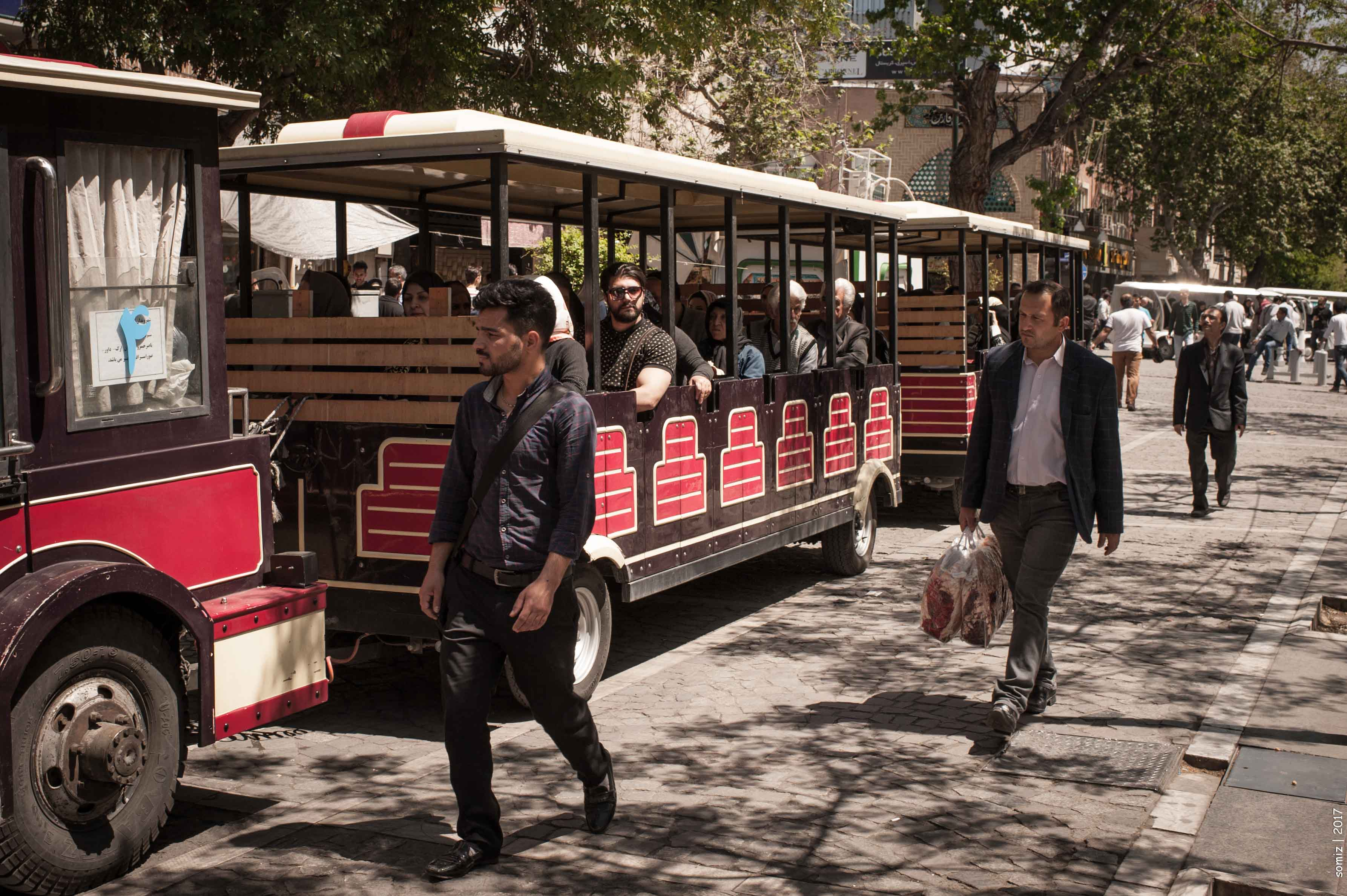
۱۳۹۶
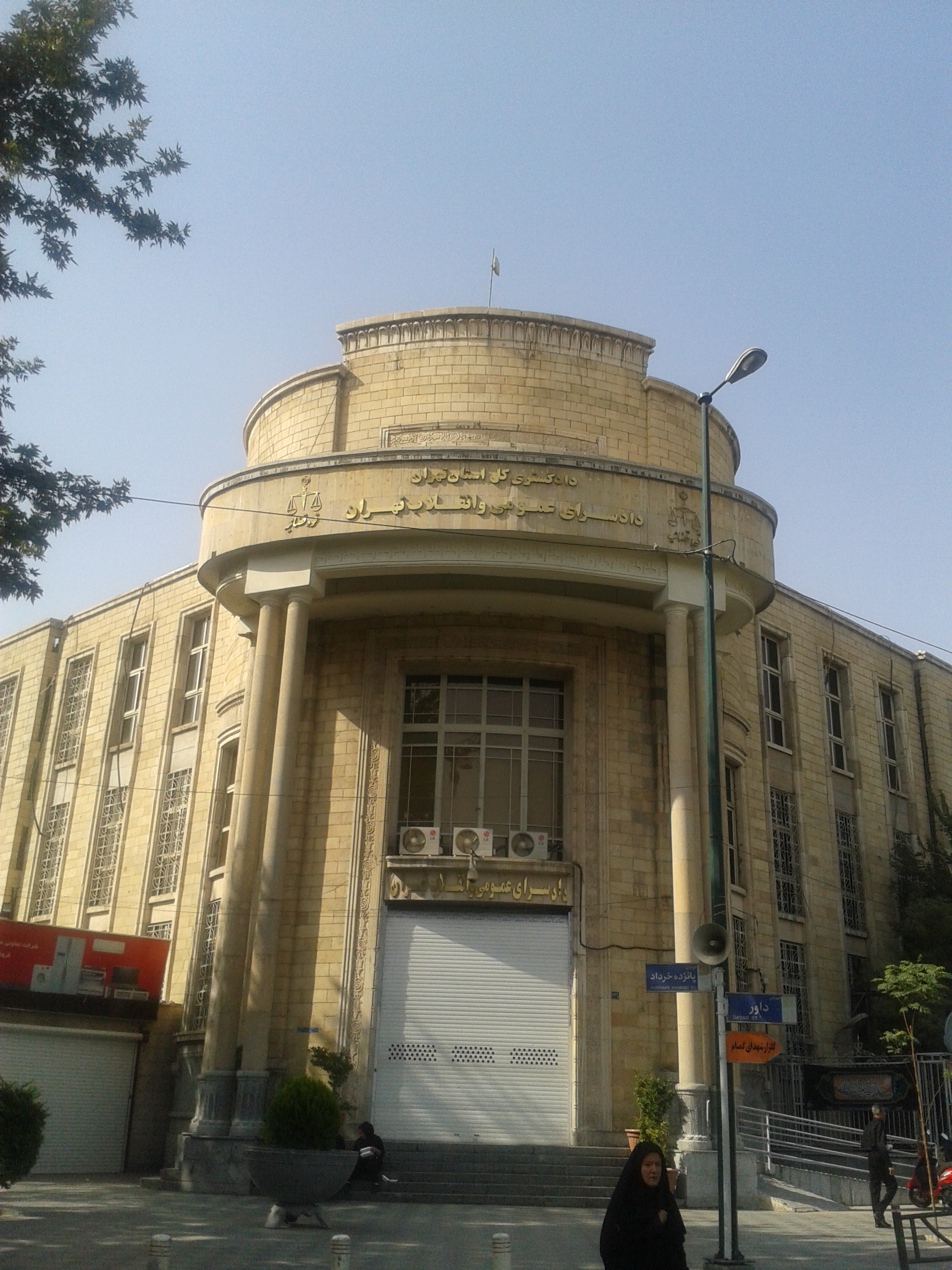
ساختمان دادسرای عمومی و انقلاب تهران
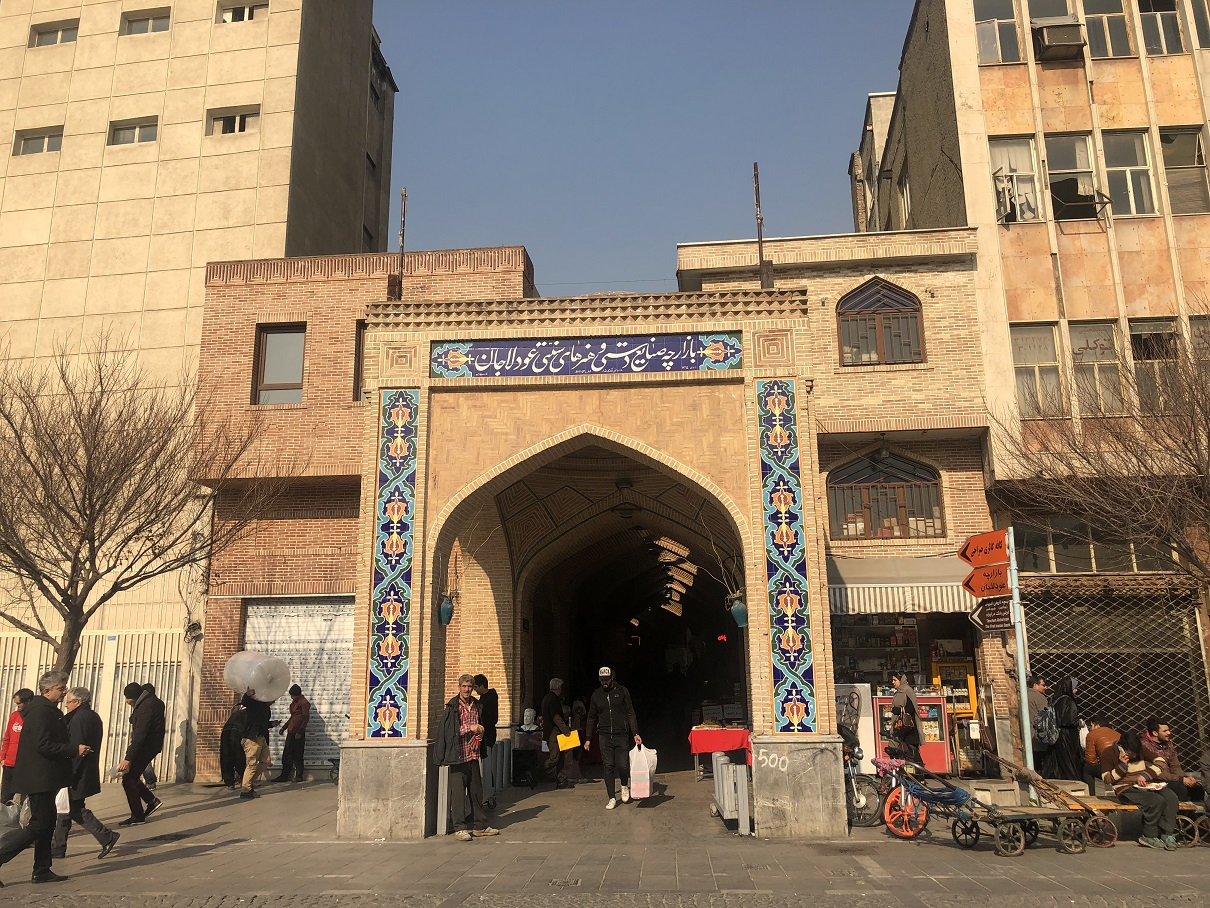
ورودی بازار عودلاجان
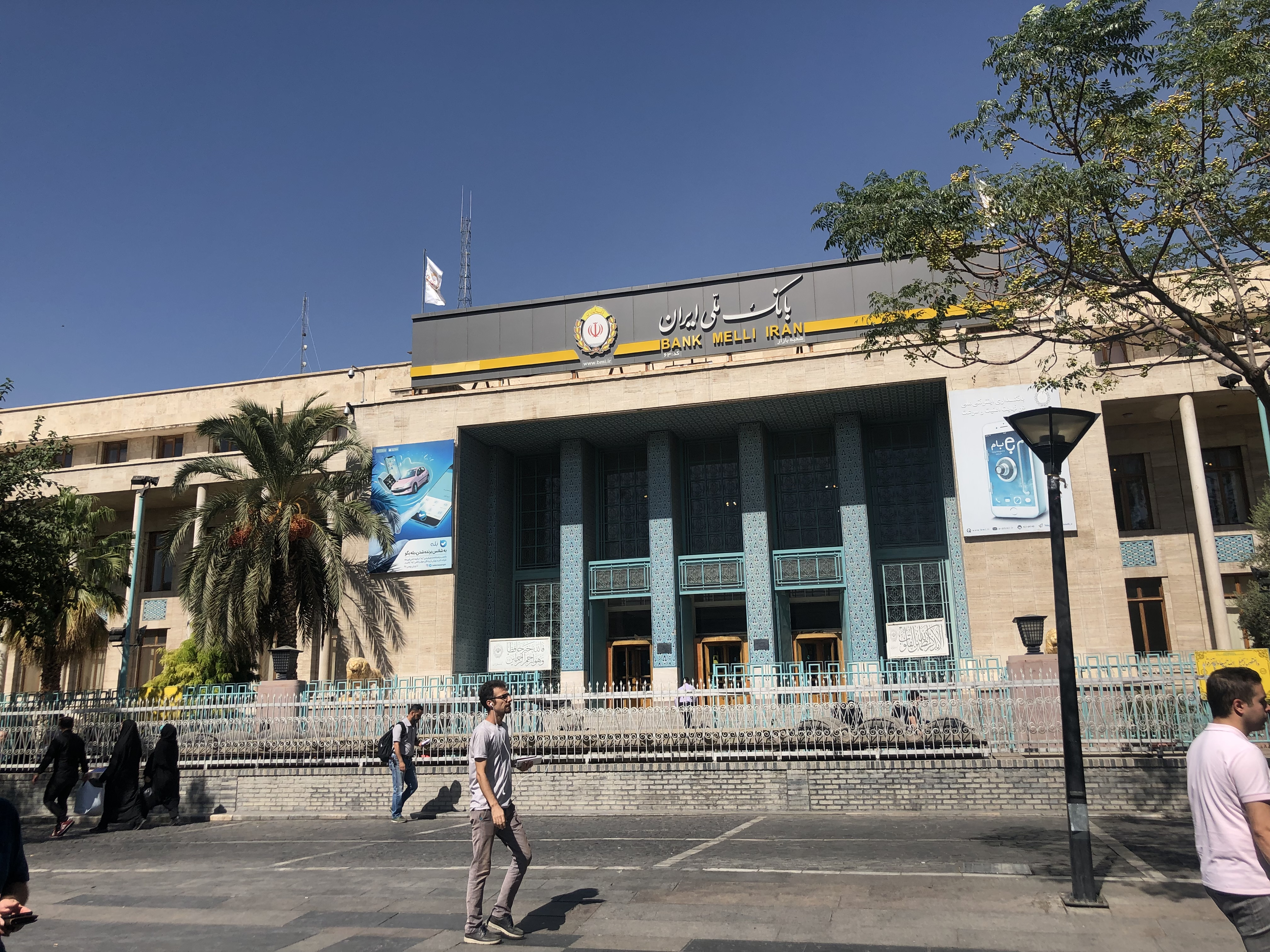
ساختمان بانک ملی اثر محسن فروغی
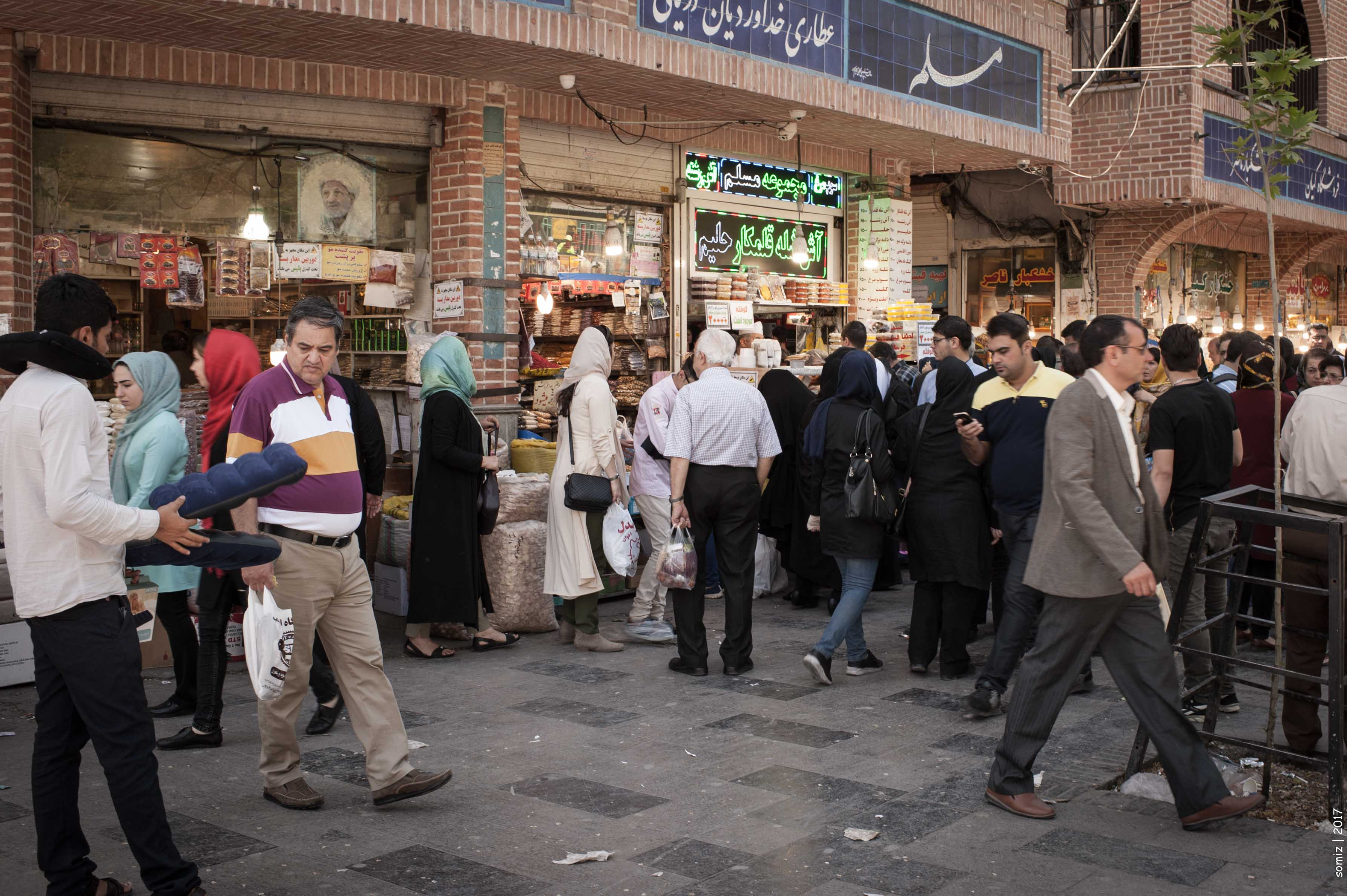
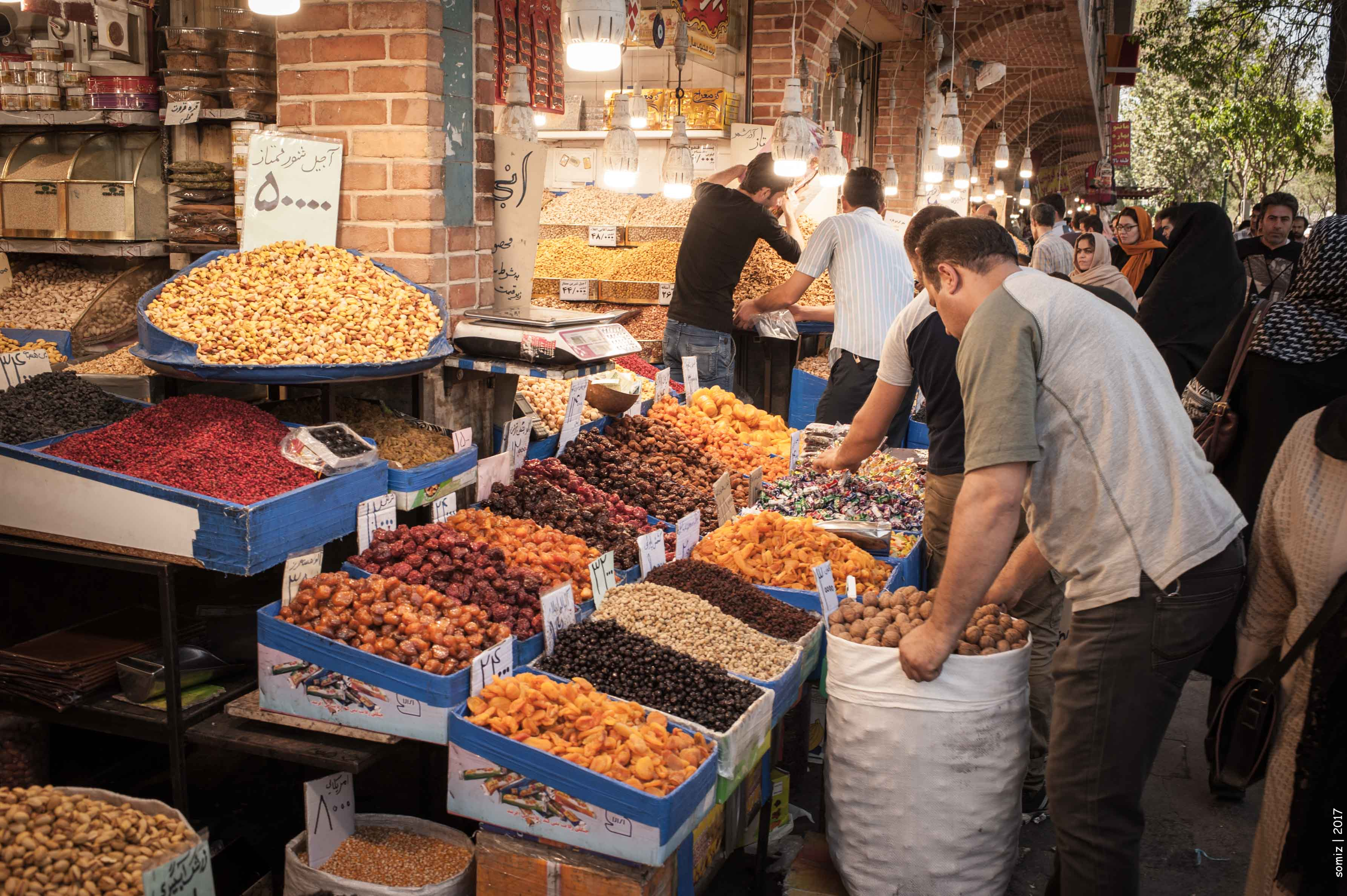